# FreeMind
FreeMind — бесплатная программа для создания диаграмм связей (правильное название понятия, чаще известного как «карты памяти», «mind maps»). FreeMind написана на Java и распространяется согласно GNU General Public License. Программа обладает расширенными возможностями экспортирования. Экспорт XHTML позволяет создать карту-схему с разветвленной структурой и ссылками на внешние источники.

## Версии
- 1.1.0 β2 — 2016-02-07.
- 1.1.0 β1 — 2015-06-22.
- 1.0.1 — 2014-04-12.
- 1.0.0-RC5 — 2013-10-11.
- 0.9.0  — 2011-02-19.
- 0.9.0 RC10 — 2010-10-21.
- 0.9.0 RC8 — 2010-5-25.
- 0.9.0 β — 2009-10-23. Добавлен широкий спектр инструментов форматирования текста и графической декорации узловых элементов.
- 0.8.1 — 2008-02-27. Добавлена функция undo, экспорт в форматы PNG, JPEG, PDF и SVG, и свободное расположение узлов.
- 0.7.1 — 2004-02-15. Добавлены облака и графические стрелки-ссылки, также добавлено автоматическое сохранение back-up-ов.
- 0.6.7 — 2003-10-25. Добавлены иконки.

## Возможности программы
- Наглядность представления информации.
- Поддержка импорта и экспорта в форматы: PNG, JPEG, XML, HTML, XHTML, OpenDocument Text; плагин[2] для экспорта в SVG и PDF.
- Поддержка вкладок — вы можете одновременно работать с несколькими открытыми картами, легко переключаясь между ними.
- различные стили форматирования текста и узлов вашей mindmap;
- легкая в освоении (три клавиши — Insert, F2 и Delete — вам помогут сразу начать с ней работать)
- Около 30 иконок, для улучшения восприятия информации.
- Наглядность полученных карт.
- Скрытие ветвей.
- Возможность использования HTML для форматирования узлов.
- Декорирование узлов и ветвей.
- Графическое связывание узлов.
- Ссылки на другие карты памяти, веб-страницы и внешние файлы.
- Поиск по отдельным ветвям.
- Импорт и экспорт списков.
- Шифрование: возможно шифрование как документа в целом, так и создание отдельных шифрованных узловых элементов диаграммы (для доступа к дочерним узлам потребуется ввод пароля).
- Совместное редактирование по сети (в версии не ниже 1.0.0). По умолчанию предлагает использовать порт 9001.
- Плагин для поддержки сценариев.[3]

## Знакомство с FreeMind
После запуска, в главном окне программы доступны следующие возможности:
1. Меню — здесь находятся пункты File, Edit, View, и многие пункты присущие только данной программе (большинство этих пунктов доступны также через сочетания клавиш);
2. Горизонтальная панель инструментов — на ней расположены часто используемые команды приложения, такие как кнопка или выпадающее меню;
3. Вкладки — дают возможность одновременно работать с несколькими открытыми картами, легко переключаясь между ними;
4. Основное окно — это рабочее пространство;
5. Вертикальная панель инструментов — используется для добавления иконки на узлы карты, так же для этих целей имеются значки;
6. Окно правки (в самом низу) — используется для добавления текста (в формате HTML) на создаваемой карте для выбранного узла.

## Интеграция с вики-проектами
- WikkaWiki — PHP/MySQL-вики-проект, который поддерживает отображение прикреплённых карт памяти FreeMind.
- DokuWiki — обладает плагином FreeMind.
- Drupal — позволяет создавать и просматривать карты памяти FreeMind, посредством модуля FreeMind, на базе Flash или Java. Плагин установлен на сервере (модуль поддерживался до Drupal версии 4.7, в текущих стабильных версиях модуль не работоспособен. Однако есть модуль GraphMind)
- MoinMoin — обладает плагином FreeMind.
- JSPWiki — обладает плагином FreeMind.
- Trac — обладает плагином FreeMind.
- MediaWiki — имеет FreeMind plugin.
- TWiki и её форк Foswiki — обладают плагинами Freemind: [1] и [2], соответственно.

## Форки
На основе FreeMind создано ещё как минимум три проекта:
- FreePlane[4], созданный бывшим разработчиком FM Дмитрием Поливаевым и главной целью ставящий удобство использования;
- SciPlore[5], усилия разработчиков которого сфокусированы на поддержке PDF и интеграции ведения управления, включая поддержку BibTeX;
- Docear[6], наследник SciPlore.